# ジェフ・スミス (イギリスのダルシマー奏者)
ジェフ・スミス（Geoff Smith、1961年 - ）は、イギリスの演奏家、作曲家で、世界有数のハンマーダルシマー奏者とされている。

## 経歴
イングランド南部ブライトン出身。中等教育の学校であるバーンディーン・カレッジに1974年に入学した。
もともと、1980年代から1990年代にかけて、アタッコ・デセンテという音楽グループを主宰していた。

## 微分音を用いた音楽
演奏の際には、特注品のプロトタイプのダルシマーを3台、すなわち全音階（ダイアトニック）、半音階（クロマチック）に調律したものと、正確な微分音（マイクロトーナル）を盛り込んだ「fluid tuning」と称する独自の調律にしたもの演奏する。
スミスは、新たに、微分音調律が可能な機構という、革命的な機能を追加したピアノを設計している。この新技術によって、ピアノで fluid tuning を用いることが可能になった。このピアノによって、作曲作品ごとに、上述のような様々な調律を試みることが可能になるが、これは、調律が固定された楽器、そして文化的に優越している西洋的半音階オクターブとは対称的なものになる。

## サイレント映画の新たなサウンドトラック
スミスの作曲作品には、映画や舞踏のために書かれたものもある。ソロとして最初に発表された主要な作品は、ロベルト・ヴィーネ監督のドイツ・サイレント映画の古典『カリガリ博士』に新たに書き下ろしたサウンドトラックであった。2003年にアルバムがリリースされ、スミスは、様々な機会に、映画の上映に合わせてこの作品をライブ演奏し、2004年にはロンドンのバービカン・センターやロイヤル・ナショナル・シアターでの公演を成功させている。次いでスミスは、F・W・ムルナウ監督の『ファウスト』、さらにベンヤミン・クリステンセンの1922年の映画『魔女 (Häxan)』のために新たなサウンドトラックを作曲した。2007年にタータン・フィルムズからリリースされた『魔女』のDVDでは、スミスのサウンドトラックが採用された。
スミスの映画音楽プロジェクトは、続いて、現存する最古の本格的アニメーション映画とされるロッテ・ライニガー監督の『アクメッド王子の冒険 (Die Abenteuer des Prinzen Achmed)』（1926年）に取り組んだ。この作品は2008年に初公開された。

## その他の作品
スミスは、日本の舞踏家シャクティ のために『サロメ』を作曲している。

## ディスコグラフィ
- Ferocious Tenderness (Animato, CD)
- Salome (Animato, CD)
- The Cabinet of Doctor Caligari (Animato, CD)